# Adam Davies (ur. 1992)
Adam Rhys Davies (ur. 17 lipca 1992 w Rinteln) – walijski piłkarz występujący na pozycji bramkarza w angielskim klubie Sheffield United F.C.

## Kariera klubowa
Zanim rozpoczął karierę Davies dołączył do akademii Evertonu, a w 2012 roku podpisał kontrakt z Sheffield Wednesday. W tym zespole nie rozegrał żadnego spotkania, spędzając w klubie dwa lata. 13 czerwca 2014 roku podpisał 2-letni kontrakt z Barnsley. 9 sierpnia zadebiutował w meczu z Crawley Town. 26 stycznia 2017 roku podpisał nowy kontrakt, obowiązujący do 2019 roku. 3 sierpnia 2017 roku został wicekapitanem drużyny.

## Sukcesy
Barnsley F.C.
- Football League Trophy: 2015/16[2]
- Play-offy EFL League One: 2015/16[3]
- wicemistrz EFL League One[4]